# Auf der Heide 75

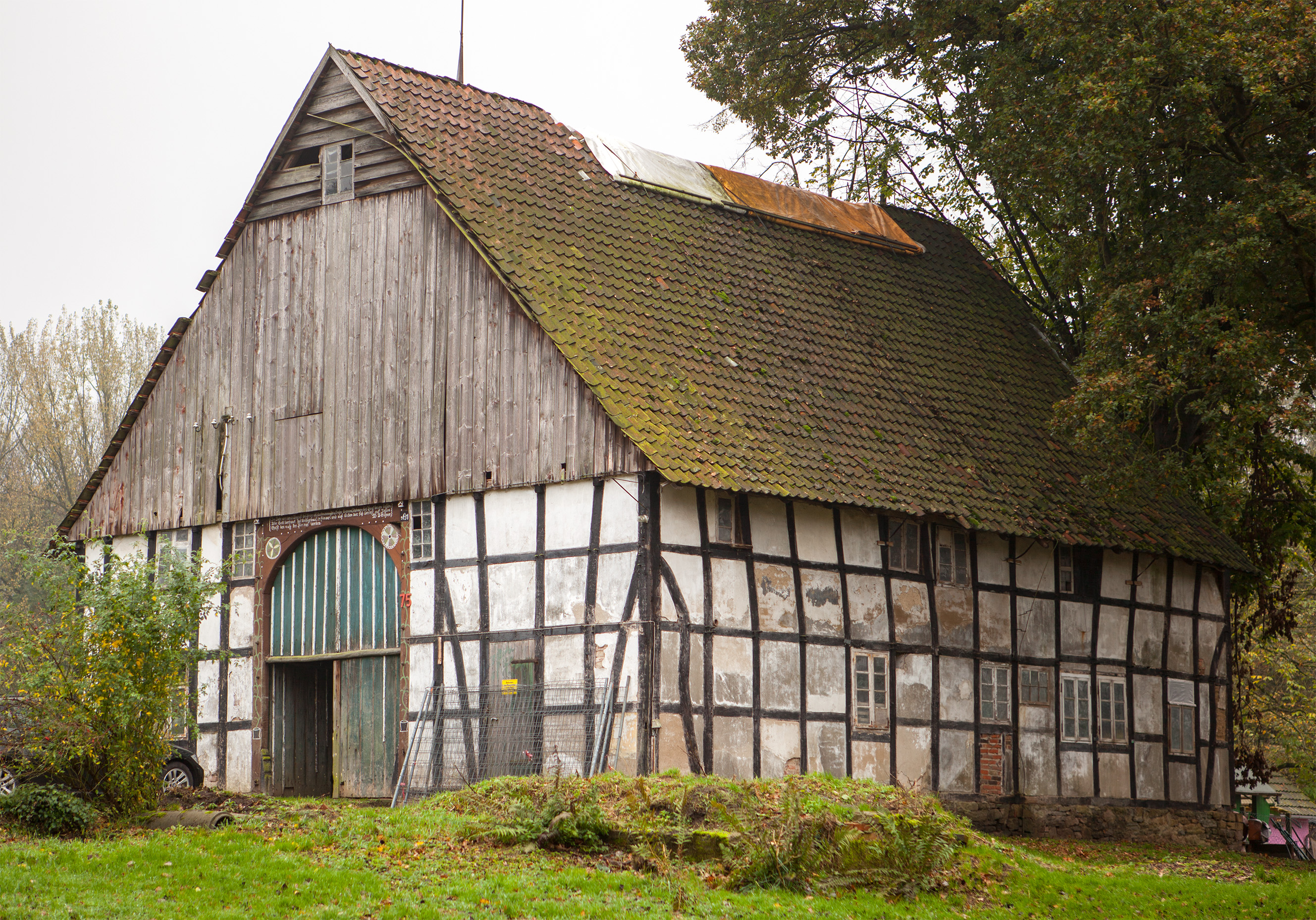
Das Baudenkmal im November 2013

Das Gebäude Auf der Heide 75 ist ein mit der Nummer 192 in die Denkmalliste der Stadt Bad Salzuflen im nordrhein-westfälischen Kreis Lippe in Deutschland eingetragenes Baudenkmal.
Die Eintragung erfolgte am 19. Dezember 1996; Grundlage für die Aufnahme in die Denkmalliste ist das Denkmalschutzgesetz Nordrhein-Westfalens (DSchG NRW).

## Lage
Das 1877 errichtete Baudenkmal steht in der zum Bad Salzufler Ortsteil Wüsten gehörenden „Waldemeine“, rund ein Kilometer südlich der Wüstener Ortsmitte.
Mit der Eingemeindung Wüstens nach Bad Salzuflen und der Vergabe von Straßennamen bekam das ehemalige Grundstück „Unterwüsten Nr. 36“ die neue Anschrift „Auf der Heide 75“.

## Beschreibung
Bei dem Gebäude handelt sich um ein Vierständerhaus auf Natursteinsockel mit Ziegelsteinausfachung. Sein Satteldach ist mit roten Hohlpfannen eingedeckt, das Giebeldreieck kragt auf profilierten Balkenköpfen vor und ist mit einer Senkrechtschalung verbrettert.

Die Torständer sind mit einem Blütenrankrelief und die Torbügen mit Stern und Rad versehen. Die Torbogeninschrift des Bauernhauses lautet:

„IM JAHR 1877, DEN 3. AUGUST HAT HEINRICH STUCKMANN SEIN SOHN SIMON STUCKMANN DIES HAUS BAUEN LASSEN.
WER GOTT VERTRAUT HAT WOHLGEBAUT IM HIMMEL UND AUF ERDEN. WER SICH VERLÄSST AUF JESUM
CHRIST, DEN MUSS DER HIMMEL WERDEN.00000000000000000000000 M. U.GÖHNER“

Im Innern hohe Deele mit Ziegelbodenbelag. Die Ständerdeckenbalken-Konstruktion ist zur Aussteifung mit einfach geschweiften Kopfbändern versehen. Beidseitig der Deele sind die Raumstrukturen mit Speicherräumen über den Ställen, sogenannten Hillen, erhalten. Die Treppe zu den Hillen befindet sich an der linken Deelenwand. Hinter der nachträglich errichteten Fachwerk-Scherwand liegt der Wohnteil mit drei Räumen, wobei der mittlere nachträglich mit einer Stahlbetondecke versehen wurde und der linke unterkellert ist.

## Baudenkmal
Das  Bauernhaus ist bedeutend für die Entwicklung der landwirtschaftlichen Arbeits- und Produktionsverhältnisse in der Stadt Bad Salzuflen, insbesondere im Stadtteil Wüsten, denn es dokumentiert das Festhalten an dem traditionellen Bauernhaustyp in einer Zeit, in der sich nach und nach die stärkere Trennung vom Arbeiten mit der Viehhaltung und dem Wohnen vollzieht. An der Erhaltung und Nutzung gemäß § 2.1 DSchG NW besteht aus wissenschaftlichen, insbesondere ortshistorischen Gründen ein öffentliches Interesse, weil hier zum einen der Fortbestand der traditionellen Bauweise belegt ist und zum anderen deutlich wird, auf welche Weise sich die Besiedlung in Wüsten noch im ausgehenden 19. Jahrhundert verdichtet hat. Hauskundliche Gründe werden angeführt, da dieses Gebäude den Stand der Verzimmerungstechnik der 1870er Jahre belegt. Außerdem werden volkskundliche Gründe für das öffentliche Erhaltungsinteresse angeführt, weil das Objekt den Brauch, über dem Tor Inschriften anzubringen, bezeugt.